# Aloe rabaiensis
Aloe rabaiensis es una especie de planta suculenta de la familia de los aloes. Es endémica de Kenia.

## Descripción
Es una pequeña planta carnosa que tiene hojas alargadas y estrechas, carnosas de color verde-azulado que se agrupan en una roseta. Las inflorescencias, son racimos cilíndricos con flores de color amarillo que se producen en un tallo floral erecto que surge de la roseta.

## Taxonomía
Aloe rabaiensis fue descrita por Rendle y publicado en Journal of the Linnean Society, Botany 30: 410, en el año 1895.
Etimología
Ver: Aloe
rabaiensis: epíteto geográfico que alude a su localización en  Rabai en Kenia.